# Distrikt Ica

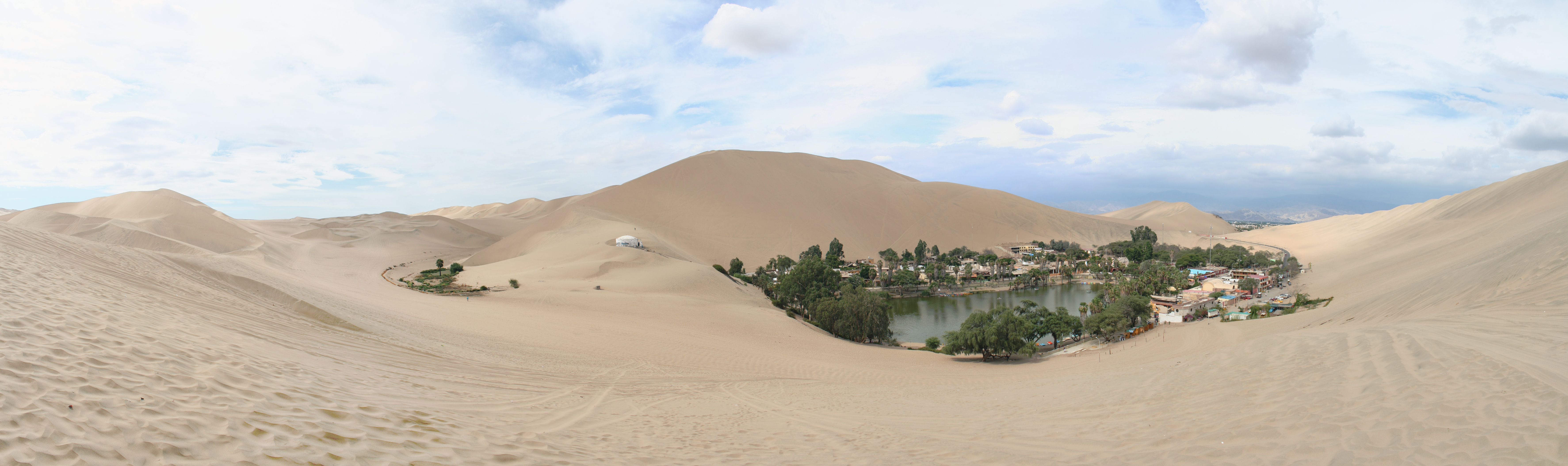
Die Oase Huacachina, 4,5 km südwestlich vom Stadtzentrum von Ica

Der Distrikt Ica liegt in der Provinz Ica in der Region Ica im Südwesten von Peru. Der am 25. Juni 1855 gegründete Distrikt hat eine Fläche von 887,51 km². Beim Zensus 2017 lebten 150.280 Einwohner im Distrikt. Im Jahr 1993 lag die Einwohnerzahl bei 106.381, im Jahr 2007 bei 125.189. Die Distriktverwaltung befindet sich in der 406 m hoch gelegenen Regions- und Provinzhauptstadt Ica mit 149.618 Einwohnern (Stand 2017).

## Geographische Lage
Der Distrikt Ica liegt im Westen der Provinz Ica und reicht im Südwesten bis ans Meer. Er besitzt eine Längsausdehnung in SSW-NNO-Richtung von etwa 51 km sowie eine maximale Breite von etwa 30 km. Im äußersten Nordosten befindet sich das Siedlungsgebiet. Ansonsten besteht das Gebiet aus Wüste. Der Küstenabschnitt am Pazifischen Ozean hat eine Länge von etwa 12 km.
Der Distrikt Ica grenzt im Westen an den Distrikt Paracas (Provinz Pisco), im Norden an den Distrikt Subtanjalla, im Nordosten an die Distrikte San Juan Bautista, La Tinguiña, Parcona,  Los Aquijes und Pueblo Nuevo sowie im Südosten an die Distrikte Santiago und Ocucaje.